# Вражић
Вражић је насељено мјесто у општини Шипово, Република Српска, БиХ. Према попису становништва из 2013. у насељу је живјело 283 становника.

## Становништво
Према попису становништва из 1991. године, мјесто је имало 340 становника.
| Националност       | 1991.        | 1981.        | 1971.        |
| Срби               | 175 (51,47%) | 219 (53,03%) | 414 (57,18%) |
| Муслимани          | 164 (48,24%) | 190 (46,00%) | 305 (42,13%) |
| Хрвати             |              |              | 4 (0,55%)    |
| Југословени        |              | 1 (0,24%)    |              |
| остали и непознато | 1 (0,29%)    | 3 (0,72%)    | 1 (0,13%)    |
| Укупно             | 340          | 413          | 724          |